# Castell de Wartburg
El castell de Wartburg és un castell a 410 m d'altitud, amb vistes al sud-oest, i mirant cap a la ciutat d'Eisenach, a l'estat de Turíngia, Alemanya. El 1999 la UNESCO el va afegir a la llista de Patrimoni de la Humanitat mundial, com a "Monument Excepcional del Període Feudal a l'Europa central", citant els seus "Valors Culturals d'Importància Universal". Durant la Guerra dels Set Anys després de la batalla de Warburg va caure temporalment en mans franceses.